# Russ Lossing
Russ Lossing (* 18. Februar 1960 in Columbus, Ohio) ist ein US-amerikanischer Jazzpianist und Komponist.

## Leben und Wirken
Lossing begann im Alter von sechs Jahren mit klassischem Klavierunterricht und lebt seit 1986 in New York City. In seinem Pianospiel und seinen impressionistisch anmutenden Kompositionen von der zeitgenössischen Musik beeinflusst, spielte er 2000 für das Label Double-Time sein Debütalbum Dreamer im Trio mit dem Bassisten Ed Schuller und dem Schlagzeuger Paul Motian ein. Es folgten eine Reihe von Produktionen für HatHut, OmniTone und Clean Feed Records, u. a. mit Mat Maneri/Mark Dresser (Metal Rat, 2006), John Hébert und dem Quartett von Michael Adkins. Lossing arbeitete außerdem mit Billy Drewes und Michael Formanek, Daniel Guggenheim, Kyoko Kitamura, Dave Liebman, Tony Moreno, Bob Moses, Bobby Previte, Tom Rainey, Judi Silvano, Loren Stillman (How Sweet It Is), Kirk Knuffke (Witness, 2018) und Lena Bloch (Rose of Lifta, 2021). Er komponierte eine Reihe von Filmmusiken, u. a. für Dokumentarfilme der Sender PBS und BBC.

## Diskographische Hinweise
- Dreamer (Double-Time, 2000), mit Ed Schuller, Paul Motian
- As It Grows (HatHut, 2004),  mit Ed Schuller, Paul Motian
- Phrase 6 (Fresh Sound New Talent, 2004)
- All Things Arise (Hatology, 2006)
- Russ Lossing / Mat Maneri / Mark Dresser: Metal Rat (Clean Feed Records, 2006)
- Russ Lossing / John Hébert: Line-Up (hatOLOGY, 2008)
- Personal Tonal (2011), mit Loren Stillman, John Hébert, Eric McPherson
- Oracle (Hatology, 2011), mit Masa Kamaguchi, Billy Mintz
- Adam Kolker, Russ Lossing & John Hébert: Change of Time (OmniTone Records, 2018)
- Standards (2019), mit Michael Formanek, Gerald Cleaver
- Russ Losing Trio: Ways (ezz-thetics, 2019)
- Motian Music (2019)
- Traces (2020), mit Kyoko Kitamura, Adam Kolker, Mark Helias
- Metamorphism (Sunnyside, 2021), mit John Hébert, Michael Sarin
- Russ Lossing King Vulture: Alternate Side Parking Music (2023)